# Olympische Winterspiele 1992/Teilnehmer (Schweiz)
| Gelbes Symbol für Goldmedaillen mit stilisierten Olympischen Ringen | Graues Symbol für Silbermedaillen mit stilisierten Olympischen Ringen | Braundes Symbol für Bronzemedaillen mit stilisierten Olympischen Ringen |
| ------------------------------------------------------------------- | --------------------------------------------------------------------- | ----------------------------------------------------------------------- |
| 1                                                                   | —                                                                     | 2                                                                       |

Die Schweiz nahm an den Olympischen Winterspielen 1992 im französischen Albertville mit einer Delegation von 74 Athleten teil.

## Fahnenträger
Die Skifahrerin Vreni Schneider trug die Fahne der Schweiz während der Eröffnungsfeier im Parc Olympique, bei der Schlussfeier wurde sie vom Bobfahrer Gustav Weder getragen.

## Medaillen

### Gold
- Bob, 2er, Herren: Gustav Weder, Donat Acklin

### Bronze
- Ski Alpin, Kombination, Herren: Steve Locher
- Bob, 4er, Herren: Gustav Weder, Donat Acklin, Lorenz Schindelholz, Curdin Morell

## Teilnehmer nach Sportarten

### Biathlon
- Jean-Marc Chabloz
Sprint (10 km), Herren: 77. Platz
Biathlon (20 km), Herren: 54. Platz

### Bob
Herren (2er)
- Gustav Weder, Donat Acklin
Zweierbob: Gold
- Christian Meili, Christian Reich
Zweierbob: 10. Platz

Herren (4er)
- Gustav Weder, Donat Acklin, Lorenz Schindelholz, Curdin Morell
Viererbob: Bronze
- Christian Meili, Bruno Gerber, Christian Reich, Gerold Löffler
Viererbob: 5. Platz

### Eishockey
Herren
- Samuel Balmer
- Sandro Bertaggia
- Andreas Beutler
- Patrice Brasey
- Mario Brodmann
- Manuele Celio
- Jörg Eberle
- Keith Fair
- Doug Honegger
- Patrick Howald
- Peter Jaks
- Dino Kessler
- André Künzi
- Sven Leuenberger
- Alfred Lüthi
- Gil Montandon
- Reto Pavoni
- André Rötheli
- Mario Rottaris
- Andy Ton
- Renato Tosio
- Thomas Vrabec
- Juhani Tamminen (Trainer)

Eishockey, Herren: 10. Platz

### Freestyle-Skiing
- Jürg Biner
Buckelpiste, Herren: 10. Platz
- Bernard Brandt
Buckelpiste, Herren: 39. Platz (Qualifikation)
- Conny Kissling
Buckelpiste, Damen: 13. Platz (Qualifikation)
- Thomas Lagler
Buckelpiste, Herren: 17. Platz (Qualifikation)
- Petsch Moser
Buckelpiste, Herren: 29. Platz (Qualifikation)

### Ski alpin
Herren
- Paul Accola
Abfahrt: ausgeschieden
Super-G: 10. Platz
Riesen-Slalom: 4. Platz
Slalom: 6. Platz
Alpine Kombination: 21. Platz
- William Besse
Alpine Kombination: ausgeschieden
- Xavier Gigandet
Abfahrt: 15. Platz
Alpine Kombination: 8. Platz
- Marco Hangl
Super-G: 6. Platz
- Franz Heinzer
Abfahrt: 6. Platz
Super-G: ausgeschieden
- Michael von Grünigen
Riesenslalom: 13. Platz
Slalom: 7. Platz
- Urs Kälin
Super-G: 14. Platz
- Steve Locher
Riesenslalom: ausgeschieden
Slalom: ausgeschieden
Alpine Kombination: Bronze
- Daniel Mahrer
Abfahrt: 13. Platz
- Hans Pieren
Riesenslalom: 11. Platz
- Patrick Staub
Slalom: 4. Platz

Damen
- Annick Bonzon
Slalom: ausgeschieden
- Chantal Bournissen
Abfahrt: ausgeschieden
Super-G: ausgeschieden
Alpine Kombination: 4. Platz
- Christine von Grünigen
Slalom: 13. Platz
- Zoë Haas
Super-G: 10. Platz
Riesenslalom: 18. Platz
- Katrin Neuenschwander
Slalom: 9. Platz
- Corinne Rey-Bellet
Riesenslalom: 17. Platz
- Vreni Schneider
Riesenslalom: ausgeschieden
Slalom: 7. Platz
- Marlis Spescha
Abfahrt: 21. Platz
- Heidi Zeller-Bähler
Abfahrt: 13. Platz
Super-G: 11. Platz
Alpine Kombination: 14. Platz
- Heidi Zurbriggen
Abfahrt: 10. Platz
Super-G: ausgeschieden
Riesenslalom: disqualifiziert
Alpine Kombination: disqualifiziert

### Ski nordisch
Langlauf
- Brigitte Albrecht
5 km klassisch: 20. Platz
10 km Verfolgung: 37. Platz
30 km Freestyle: 17. Platz
4 × 5 km Staffel: 9. Platz
- Silke Braun-Schwager
15 km klassisch: ausgeschieden
- Hans Diethelm
10 km klassisch: 50. Platz
15 km Verfolgung: 44. Platz
30 km klassisch: 36. Platz
50 km Freestyle: 30. Platz
- Giachem Guidon
10 km klassisch: 44. Platz
15 km Verfolgung: 34. Platz
30 km klassisch: 25. Platz
50 km Freestyle: 15. Platz
- Sylvia Honegger
5 km klassisch: 15. Platz
10 km Verfolgung: 13. Platz
15 km klassisch: 16. Platz
30 km Freestyle: 19. Platz
4 × 5 km Staffel: 9. Platz
- André Jungen
10 km klassisch: 49. Platz
15 km Verfolgung: 31. Platz
50 km Freestyle: 47. Platz
- Elvira Knecht
5 km klassisch: 44. Platz
10 km Verfolgung: 36. Platz
30 km Freestyle: 26. Platz
4 × 5 km Staffel: 9. Platz
- Natascia Leonardi Cortesi
15 km klassisch: 25. Platz
30 km Freestyle: 31. Platz
4 × 5 km Staffel: 9. Platz
- Barbara Mettler
5 km klassisch: 32. Platz
10 km Verfolgung: 42. Platz

 Skispringen
- Sylvain Freiholz
Normalschanze: 24. Platz
Grossschanze: 14. Platz
Mannschaftsspringen (Grossschanze): 8. Platz
- Markus Gähler
Normalschanze: 44. Platz
Grossschanze: 35. Platz
Mannschaftsspringen (Grossschanze): 8. Platz
- Martin Trunz
Normalschanze: 41. Platz
Grossschanze: 31. Platz
Mannschaftsspringen (Grossschanze): 8. Platz
- Stephan Zünd
Normalschanze: 20. Platz
Grossschanze: 22. Platz
Mannschaftsspringen (Grossschanze): 8. Platz

 Nordische Kombination
- Hippolyt Kempf
Einzel (Normalschanze / 15 km): 26. Platz
Team (Normalschanze / 3 × 10 km): 10. Platz
- Urs Niedhart
Einzel (Normalschanze / 15 km): 38. Platz
- Andreas Schaad
Einzel (Normalschanze / 15 km): 14. Platz
Team (Normalschanze / 3 × 10 km): 10. Platz
- Marco Zarucchi
Einzel (Normalschanze / 15 km): 29. Platz
Team (Normalschanze / 3 × 10 km): 10. Platz